# Gyula Petrikovics
Gyula Petrikovics (ur. 12 stycznia 1943 w Pesterzsébet w Budapeszcie, zm. 28 czerwca 2005 w Budapeszcie) – węgierski kajakarz, kanadyjkarz. Srebrny medalista olimpijski z Meksyku.
Zawody w 1968 były jego jedynymi igrzyskami olimpijskimi. Był drugi w kanadyjkowych dwójkach na dystansie 1000 metrów, płynął z nim Tamás Wichmann. Był trzykrotnym medalistą mistrzostw świata w tej konkurencji – zdobył złoto w 1971, srebro w 1970 i brąz w 1973. W 1967 był w C-2 na dystansie 1000 metrów pierwszy na mistrzostwach Europy, w 1969 zajął drugie miejsce na dystansie 10 000 metrów w kanadyjkowej jedynce.